# Air Rambai
Air Rambai is een bestuurslaag in het regentschap Rejang Lebong van de provincie Bengkulu, Indonesië. Air Rambai telt 4000 inwoners (volkstelling 2010).